# Pio II.
Pio II. (18. listopada 1405., Corsignano, danas Pienza – 14. kolovoza 1464., Ancona) papa od 19. kolovoza 1458. do 14. kolovoza 1464. godine.

## Životopis
Rodio se 18. listopada 1405. kao Enea Silvio Piccolomini u Corsignanu kod Siene u plemićkoj obitelji koja je bila zapala u siromaštvo. Kao dječak obrađivao je zemlju. Kasnije odlazi na studije u Sienu i Firenzu. Sudjelovao je na saboru u Baselu kao tajnik kardinala Domenica Capranice i drugih prelata. Tijekom 1435. putovao je u diplomatske misije s kardinalom Niccolom Albergatijem. Kako je bio protivnik pape Eugena IV. 1439. godine postao je tajnik protupape Feliksa V. On ga je 1442. poslao u Frankfurt. Tamo se upoznao s kraljem Friderikom III. koji ga je, upoznavši njegov govornički talent, počastio naslovom poeta laureatus. On zatim napušta Feliksa V. i prelazi u njegovu službu. Godine 1445. izmirio se s papom Eugenom IV. Iste se godine teško razbolio te je dobio poticaj da napusti dotadašnji način života u kojemu je imao i nezakonite djece.
Godine 1446. dao se zarediti za svećenika. Papa Nikola V. imenovao ga je 1447. godine biskupom Trsta, a 1450. biskupom u Sieni. Bio je vrlo aktivan u diplomatskoj službi te ga je papa Kalist III. 1456. godine imenovao kardinalom. Nakon smrti Kalista III. izabran je za papu 19. kolovoza 1458. godine.
Još prije izbora za papu, u više je navrata pozivao na organiziranje vojnoga otpora protiv Turaka. U listopadu 1458. godine najavio je križarsku vojnu protiv Turaka i sazvao kongres kršćanskih vladara u Mantovi za lipanj sljedeće godine. Kongres je održan, ali se kršćanski vladari nisu mogli dogovoriti oko vojnog pohodad što je papu jako razočaralo. Tijekom 1461. napisao je pismo sultanu Mehmedu II., koje međutim nikada nije poslano naslovniku. U njemu ga je pozvao da napusti islam, da se krsti i prihvati krunu Istočnoga Rimskoga Carstva. Nakon pada Bosanskoga Kraljevstva, Venecija i Ugarska su pristale krenuti protiv otomanskih osvajača. Pio II. je želio osobno sudjelovati u tim događanjima.
Ljeti 1464. krenuo je u Anconu (Jakin) kako bi se pridužio vojsci. Ipak, odaziv na papin pohod bio je veoma skroman, Europa je bila ravnodušna prema zamisli o križarskom ratu protiv Osmanlija, a nakon što je 14. kolovoza 146. Pio II. preminuo u Jakinu, pripreme za pohod zauvijek su prekinute.
Pisao je komedije, novele, memoare i povijesne studije, od kojih su najpoznatiji:
- De gestis Basileensis concilii
- Libellus
- Historia duorum amantium
- Chrisis
- Historia Bohemica
- Historia Federici imperatoris
- Cosmografia: historia rerum ubique gestarum
- Commentaria rerum memorabilium

### Članci
- Vukšić, Tomo. 2003. Papa Pio II. (1458.-1464.) i kralj Tomaš (1443.-1461.). Vrhbosnensia. Univerzitet u Sarajevu – Katolički bogoslovni fakultet. Sarajevo. 7 (2): 371–407